# Kinga Rajda
Kinga Rajda (Szczyrk, 22 dicembre 2000) è una saltatrice con gli sci polacca.

## Biografia
Nata a Szczyrk e attiva in gare FIS dall'agosto del 2014, la Rajda ha esordito in Coppa del Mondo il 4 dicembre 2015 a Lillehammer (36ª) e ai Campionati mondiali a Seefeld in Tirol 2019, dove è stata 34ª nel trampolino normale e 6ª nella gara a squadre mista. Ai Mondiali di Oberstdorf 2021 si è classificata 38ª nel trampolino normale, 33ª nel trampolino lungo e 7ª nella gara a squadre; l'anno dopo ai XXIV Giochi olimpici invernali di Pechino 2022, sua prima presenza olimpica, si è piazzata 36ª nel trampolino normale e 6ª nella gara a squadre mista. Ai Mondiali di Planica 2023 è stata 23ª nel trampolino lungo, 9ª nella gara a squadre e 8ª nella gara a squadre mista.

## Palmarès

### Coppa del Mondo
- Miglior piazzamento in classifica generale: 28ª nel 2020